# Ói (digramme)
Cette page contient des caractères spéciaux ou non latins. S’ils s’affichent mal (▯, ?, etc.), consultez la page d’aide Unicode.
Pour les articles homonymes, voir OI.
Ói (minuscule ói) est un digramme de l'alphabet latin composé d'un O accent aigu (Ó) et d'un I. 

## Linguistique
- En irlandais, le digramme ‹ ói › représente le son [oː] entre une consonne étendue et une consonne étroite. Voir phonologie de l'irlandais.

## Représentation informatique
Comme pour la majorité des digrammes, il n'existe aucun encodage de ‹ ói › sous la forme d'un seul signe. Il est toujours réalisé en accolant les lettres O accent aigu et I.

### Unicode
Les caractères Unicode utilisables pour former ce digramme sont, :
- Capitale ÓI : U+00D3 U+0049
- Majuscule Ói : U+00D3 U+0069
- Minuscule ói : U+00F3 U+0069